# Січінава Георгій Володимирович
Георгій Володимирович Січінава (груз. გიორგი სიჭინავა, рос. Георгий Владимирович Сичинава, нар. 18 лютого 1944, Гагра) — грузинський радянський футболіст, що грав на позиції півзахисника. Майстер спорту СРСР міжнародного класу (1966).
Виступав, зокрема, за клуб «Динамо» (Тбілісі), а також збірну СРСР.

## Клубна кар'єра
У дорослому футболі дебютував 1960 року виступами за команду клубу «Динамо» (Тбілісі), в якій провів десять сезонів, взявши участь у 162 матчах чемпіонату. Був співавтором першої в історії тбілісців перемоги в першості СРСР в сезоні 1964 року.
Завершив професійну ігрову кар'єру у нижчоліговому клубі «Металург» (Руставі), за команду якого виступав протягом 1969—1972 років.

## Виступи за збірну
1964 року дебютував в офіційних матчах у складі збірної СРСР. Протягом кар'єри, яка тривала усього 3 роки, провів у формі головної команди країни 8 матчів.
У складі збірної був учасником чемпіонату світу 1966 року в Англії.
| № | Дата       | Місце проведення | Команда 1  | Рахунок | Команда 2      |
| - | ---------- | ---------------- | ---------- | ------- | -------------- |
| 1 | 22.11.1964 | Белград          | Югославія  | 1 : 1   | СРСР           |
| 2 | 29.11.1964 | Софія            | Болгарія   | 0 : 0   | СРСР           |
| 3 | 16.05.1965 | Москва           | СРСР       | 0 : 0   | Австрія        |
| 4 | 23.05.1965 | Москва           | СРСР       | 3 : 1   | Греція         |
| 5 | 04.07.1965 | Москва           | СРСР       | 0 : 3   | Бразилія       |
| 6 | 12.07.1966 | Мідлсбро         | СРСР       | 3 : 0   | Північна Корея |
| 7 | 28.07.1966 | Лондон           | Португалія | 2 : 1   | СРСР           |
| 8 | 18.09.1966 | Белград          | Югославія  | 1 : 2   | СРСР           |

## Титули і досягнення
- Чемпіон СРСР (1):

«Динамо» (Тбілісі):  1964